# Inteligență
Inteligența este capacitatea de a descoperi proprietățile obiectelor și fenomenelor înconjurătoare, cât și a relațiilor dintre acestea, dublată de posibilitatea de a rezolva probleme noi.
Inteligența unui sistem nu este definită de modul în care este el alcătuit, ci prin modul în care se comportă.
Termenul de inteligență este prezent din timpuri imemorabile în limbajul natural, consacrat în literatură (se pare, de Cicero) și caracterizează (sub diverse unghiuri) puterea și funcția minții de a stabili legături și a face legături între legături: este ceea ce sugerează inter-legere, reunind două sensuri-acela de a discrimina între și a lega (a culege, a pune laolaltă). Exprimând acțiuni și atribute ale omului totodată, faber și sapiens, inteligența n-a putut (nici după ce a devenit obiect al științei) sǎ beneficieze de o definiție clasică, prin delimitări de gen proxim și diferență specifică.
În psihologie, inteligența apare atât ca fapt real, cât și ca unul potențial, atât ca proces, cât și ca aptitudine sau capacitate, atât formă și atribut al organizării mentale, cât și a celei comportamentale (Paul Popescu –Neveanu, Dicționar de psihologie).

## Istoric
În 1979, N. V. Findler afirma: 
un sistem este considerat că are proprietatea de inteligență, pe baza comportării sistemului, dacă se poate adapta singur la situații noi, are capacitatea de a raționa, de a înțelege legăturile dintre fapte, de a descoperi înțelesuri și de a recunoaște adevărul. De asemenea ne așteptăm ca un sistem inteligent să învețe, deci să-și îmbunătățească performanțele pe baza experienței trecute.
John Mc Carthy și Patrick J. Hayes, în 1969, arătau că: " o entitate este inteligentă dacă are un model adecvat al lumii , dacă este destul de înzestrată pentru a răspunde unei largi varietăți de întrebări pe baza acestui model, dacă poate să-și procure informațiile din lumea exterioară când are nevoie și poate să realizeze anumite operații în mediul înconjurător cerute de obiectivele sale și permise de posibilitățile sale fizice".
C. Contantinescu folosește următoarea definiție (2007): „Inteligența reprezintă capacitatea de manipulare și operare a datelor grafice, matematice, logice, lingvistice si abstracte”. A nu se confunda Inteligența cu Inteligența Emoțională, care reprezintă „capacitatea de a conștientiza și înțelege propriile emoții si emoțiile celor din jur și de a le gestiona si folosi cu rezultate pozitive”. Inteligența se măsoară prin coeficientul de inteligență (IQ), iar inteligența emoțională și competențele ce sunt componente ale acesteia (cum sunt empatia sau capacitatea de lider) sunt măsurate de coeficienți emoționali (EQ).
Dintre toate aptitudinile omului, caracteristica cea mai specific umană este inteligența, dat fiind că transformă omul biologic în homo sapiens. Totuși, inteligența nu este un lucru material, ci un concept abstract, fiind dificil de definit. Putem spune că se analizează manifestările inteligenței, comportamentele „inteligente", dar nu inteligența însăși. Inteligența a fost definită și studiată de fiecare școală psihologică după postulatele generale ale concepției despre om. Psihologia inteligenței este strâns legată de conceptul diferențelor individuale în privința „trăsăturilor" mentale și a dezvoltării instrumentelor de analiză. De-a lungul istoriei, conceptul de inteligență s-a schimbat mult. 

## Concepte despre supradotare
Primele concepte de supradotare, ca și primele modele de inteligență apar legate de conceptele tradiționale de genialitate. 

### Modelul Galton
Modelul Galton abordează tema sub aceeași denumire și se preocupă de aspectele ereditare. Galton atribuia inteligenței o origine de tip genetic și ereditar, teorie ce va fi susținută, deși ulterior alți autori îi vor aduce unele nuanțări. Ceea ce definea prin „abilitate naturală" era o abilitate care nu implică doar capacitate, ci și entuziasm. İn lucrarea sa „Geniul ereditar”, Galton atrage atenția asupra problemei pe care o reprezintă conturarea caracteristicilor geniale, sugerând că geniul este o caracteristică ce tinde să apară în cadrul acelorași familii. Galton a fost printre primii care au anunțat că diferențele de inteligență s-ar putea aprecia prin timpul de reacție.
Modelul lui Francis Galton nu includea nici o formă de măsurare, în afară de luarea în calcul a contribuțiilor pentru societate și de unele corelații antropomorfice, elemente având doar importanță istorică, puțin valorizate în prezent. Contribuția lui Galton a fost anecdotică, deoarece prezenta o viziune a genialului în termeni calitativi, iar desenul care legitima caracterul ereditar era foarte puțin adecvat acestui scop, el confundând aspectele ambientale cu cele proprii genetice. Atât acest studiu, cât și altele din opera sa au arătat lipsa unei rigori teoretice, motivată de absența unui model care să le dea sens. Ideile lui Galton au fost discutate în acest secol de Leta S. Hollingworth, în viziunea căreia termenul de eminență reprezintă rezultatul caracterului oportun și al poziției în societate, nefiind accesibilă tuturor persoanelor. Dacă acest caracter oportun ar fi determinantul principal al eminenței, atunci ar trebui ca indivizii care aparțin unor categorii sociale inferioare să nu aibă acces la reușită, fapt neverificat întrucât oameni de seamă s-au ridicat din clase socio-economice și culturale defavorizate.
Există ideea potrivit căreia părinții puțin dotați au și copii puțin dotați, iar părinții foarte inteligenți au copii foarte inteligenți. Acest lucru este total eronat, din cauza efectului de regres față de medie: părinții puțin dotați pot avea copii cu un QI normal. Părinții cu o inteligență medie pot avea copii foarte deștepți. Pe de altă parte, părinții foarte inteligenți pot avea copii cu o inteligență medie. Regresul este o consecință statistică necesară, prin simplul fapt că relația coeficientului de inteligență dintre părinte și copil nu este perfectă.
În secolul XX au fost efectuate diferite investigații asupra inteligenței, fiecare pornind de la alte concepții, în funcție de autorii lor, dintre care unii au fost pionieri în ultimii ani ai secolului al XlX-lea.	
Cele mai relevante contribuții aduse în acest sens au fost grupate în patru mari teorii, în funcție de structura inteligenței.

### Teoriile monolitice
Inteligența monolitică face parte din concepția teoretică a inteligenței, ca unica variabilă demnă de luat în seamă. Această abordare a fost prima estimare care s-a făcut asupra inteligenței. Din concepția monolitică derivă trei dintre principalele concepte : vârsta biologică, coeficientul de inteligență și factorul g, numit și inteligență generală.
După Alfred Binet și Théodore Simon (1905), vârsta mintală s-ar caracteriza printr-o prezentare evolutivă a dezvoltării inteligenței, în care capacitățile individuale sunt puse în contrast cu nivelul de randament mediu la o vârstă determinată: nepotrivirile sau avansul în raport cu acest randament mediu ar constitui indicii capacității intelectuale a individului .
Contribuțiile cele mai importante ale lui Binet la studiul inteligenței s-ar putea rezuma în următoarele idei:
- a) inteligența este măsurabilă;
- b) inteligența se manifestă ca rapiditate în învățare;
- c) inteligența se leagă de randament.

Binet a ajuns la concluzia că la testele care includ teme mai complexe, precum și la cele care prezintă o asemănare pronunțată cu activitățile mintale din viața de zi cu zi se înregistrează rezultate mai bune.
Unele studii ulterioare testelor lui Binet, mai ales cele realizate de Lewis Terman în testul Stanford-Binet, au condus la apariția unei tehnologii elaborate special pentru acest tip de scală; studiile includeau selectarea și așezarea atentă a temelor pe scală în scopul de a găsi medii și devieri-standard aproximativ constante pentru coeficientul de inteligență la diferite vârste. Scala ar putea fi aplicată nu doar copiilor normali și retardați, ci și celor cu abilități superioare.
Studiile lui Terman aveau două obiective foarte clare:  
- 1) compararea stabilității inteligenței pe parcursul vieții persoanelor cu inteligență ridicată;
- 2) demonstrarea relației strânse dintre inteligență și randament.

Este ciudat că lipsa de sincronicitate în dezvoltarea copilului supradotat a fost mai bine înțeleasă la începutul secolului XX decât în prezent.
Binet și Simon (1911), Terman (1931), Hollingworth (1926) și Witty (1930) susțineau că supradotații sunt acele persoane a căror vârstă mentală depășește cu mult vârsta lor cronologică. Conceptul de vârstă mentală a fost abandonat în ultimii ani și a fost înlocuit cu termenii de QI și de centile, care însă nu dădeau o imagine exactă a dezvoltării: dacă spui că un copil are 99 centile, nu oferi o imagine grafică la fel de exactă cum ai face-o dacă ai spune că un copil de 5 ani are capacitatea intelectuală a unuia de 8 ani (Silverman, 1992). Dar acest copil nu este identic cu unul de 8 ani, nu are nici experiența și nici trăirile acelei vârste, la fel cum un copil de 15 ani cu o deficiență mintală, având vârsta mintală de 5 ani, nu este identic cu un copil de 5 ani.
Introducerea conceptului de QI se datorează psihologului german Stern (1911); QI presupune transformarea vârstei mentale într-un indice numeric care facilitează cuantificarea diferențelor dintre vârsta mentală (VM) și vârsta cronologică (VC). Apariția acestui concept psihometric a trecut termenul de vârstă mentală pe un plan secund.
In orice caz, problemele s-ar ivi din nou în momentul final al dezvoltării intelectuale, scăzând valoarea QI la niște cifre absurde, dată fiind creșterea liniară a vârstei cronologice, în paralel cu creșterea accelerată invers a vârstei mentale.
Al treilea studiu monolitic a fost cel al lui Spearman (1904), care considera că factorul g, inteligența generală, reprezintă și definește cel mai bine structura inteligenței. Acest autor estima că în orice test de inteligență există doi factori: un factor general g, asimilat cu inteligența propriu-zisă, deși inteligența variază liber de la un individ la altul, dar rămâne nealterată pentru același individ în ceea ce privește celelalte aptitudini corelate; și alt factor specific s, mai mic decât g și caracteristic testului folosit. Factorii s sau specifici sunt multipli la fiecare individ și nu numai că variază de la un individ la altul, dar pot varia la același subiect pentru diverse aptitudini. într-un anumit fel, g ar fi implicat în toată activitatea intelectuală și, prin urmare, ar apărea în toate testele intelectuale într-o proporție variabilă. Pornind de la această idee, mulți autori au insistat că există diverși factori ai inteligenței. Chiar dacă studiile lui Spearman sunt criticabile, lucrările ulterioare au luat expunerea acestuia drept punct de referință, adoptând ideea că inteligența constă într-un factor general g, comun tuturor operațiilor realizate, și o serie de factori numiți specifici, care reprezintă aptitudini pentru anumite domenii sau soluții la probleme determinate.

## Teoriile factoriale
După teoria „monolitică" a inteligenței a apărut teoria factorială, având o metodologie mai sofisticată, ale cărei criterii răspund unei mai bune raționalități de utilizare. Această concepție se bazează pe ideea existenței unor componente intelectuale multiple, dependente sau nu una de cealaltă, care constituie ansamblul inteligenței. Conceptualizarea funcționării intelectuale printr-o singură variabilă dispare, fiind înlocuită de un ansamblu de elemente. Acest ansamblu de procese intelectuale duce la determinarea profilurilor aptitudinale specifice prin care diferă subiecții. Thurstone (1938) a definit o serie de componente intelectuale implicate în explicarea diverselor tipuri de comportament inteligent-prin modelul de aptitudini mentale primare. Conceptul și modelul erau net distincte de ale precursorilor săi, adepți ai teoriilor monolitice, prin existența unui lot de componente care împărțeau factorul g în aptitudini mai elementare.
Thurstone a luat în considerație în mod special cinci factori pe care îi numește aptitudini mentale primare specifice : factorul V (înțelegere verbală), factorul W (fluiditate verbală), factorul R (raționare abstractă), factorul N (numeric) și factorul S (spațial).
Critica adusă acestui model factorial se referă la faptul că pleacă de la reprezentarea unui domeniu al inteligenței, începând de la ceea ce măsoară testele pline de elemente legate de învățarea școlară.
Guilford (1967), a definit inteligența ca un produs al unei serii de factori încadrați în schema tradițională a elaborării informației având o structură tridimensională: stimul - organism - răspuns, abilitate necesară procesării informației, informație pe care individul o poate discerne în câmpul său perceptiv.
După Guilford, poziția primului factor central g variază în funcție de pachetul de teste. Așadar, se generau diverse structuri ierarhice în funcție de datele problemei.
Modelul Guilford a avut o influență decisivă în definirea supradotării, pe care o caracteriza ca fiind o combinație a factorilor ce compun inteligența, făcând referiri la diverse tipuri de inteligență și, prin urmare, la diverse tipuri de supradotare. Acest model este foarte util, în special când se caută o perspectivă clară asupra aptitudinilor specifice pentru a le lua în calcul în procesul educațional. Una dintre aceste aptitudini specifice este gândirea creativă, sinonimă cu producția divergentă.
Datorită studiilor lui Guilford, diverși autori și-au orientat investigațiile în câmpul creativității și al subiecților cu capacități deosebite.

## Structurile ierarhice
Modelele anterioare au dat naștere planurilor ierarhice.
Planurile ierarhice prezentau o mare variabilitate, în cel puțin trei aspecte :
- a) forma analizei datelor;
- b) considerarea factorului g ca fiind în topul ierarhiei;
- c) evaluarea diverșilor factori ai structurii ierarhice.

Principalii reprezentanți ai școlii engleze, ca Burt, Vernon sau Cattell, au ținut să includă în nivelul superior al ierarhiei factorul g al lui Spearman.
Concepțiile ierarhice diferă, în general, de viziunile exclusiv factoriale cu privire la evaluarea factorilor. Adepții structurilor ierarhice se referă la factorii de cea mai mare importanță sau generalitate, ca, de altfel, și la subdiviziuni de factori: Burt considera că factorul g este un factor de ordin secund ce se extrage din factorii primari ai lui Thurstone. De unde ar rezulta că factorul general al lui Spearman se găsește dispersat în rezultatele lui Thurstone din cauza formei analizei - factori oblici -, corelațiile dintre acești factori trimițând tot la factorul g.
În ciuda tuturor criticilor, această abordare a dus la avântul studiilor ulterioare, printre care se află și cele ale lui Vernon.
Modelul lui Vernon se constituie din patru niveluri, de la superior la inferior: factorul g, factori de grup, factori de grup mai puțin importanți și factori specifici. Vernon a putut constata cum la diferite vârste unii factori dispar, apărând alții noi. Principala dihotomie făcută de Vernon era cea a factorilor de grup: factorul verbal -numeric - școlar / factorul practic - mecanic - spațial - fizic.
Această concepție în privința inteligenței a fost adoptată și de alți autori. Cattell (1963) a realizat o prezentare ierarhică diferită: a disociat factorii de ordin superior în factori elementari, realizând astfel o analiză și o conceptualizare mai sofisticată a modelelor factoriale.

## Perspectivele evolutive și calitative
Adepții acestor perspective pleacă de la un punct de referință mai amplu decât cel al modelelor anterioare.
În funcție de abordare - evolutivă sau calitativă - autorii sunt grupați astfel:
- Abordare evolutivă
  - Piaget (1956)
  - Vîgoțki (1979)
  - Bruner (1978)
- Abordare calitativă
  - Eysenck (1979)
  - White (1965)
  - Cattell (1971);

Dezvoltarea proceselor psihice superioare este rezultatul unui proces de construcție, însă, evolutiv, aceste procese apar întotdeauna pe primul loc în planul relației interpersonale și, în consecință, sunt mediatizate de către modelele culturale ce domină grupul social în care se dezvoltă individul. Astfel, procesul dezvoltării personale se opune învățării specifice, dar în același timp este strâns legat și influențat de aceasta. Ocupându-se de originea inteligenței, Piaget (1956) o identifică în funcțiile elementare ale organismului, cum ar fi percepția și, îndeosebi, motricitatea.
Există două posibile aplicații ale modelului lui Piaget în relație cu inteligența generală: pe de o parte, corelația acesteia cu stadiul de evoluție, iar pe de altă parte, folosirea stadiilor lui Piaget ca o alternativă la modelul lui Binet de măsurare a inteligenței, cu alte cuvinte, asociind unei inteligențe de nivel superior o mai mare viteză de dezvoltare (Eysenck, 1979). Paralelismul dintre Piaget și Binet riscă să recurgă la presupuneri exagerate, dat fiind faptul că, în lucrările lui Piaget și mai ales în cele ale colaboratorilor săi, nu este suficient de clară relația dintre viteza de atingere a unui stadiu determinat și inteligența generală.
Teoria lui Piaget viza diverse aplicații educative, cele mai importante fiind următoarele :
- a) instrucția la care sunt supuși copiii trebuie să se potrivească cu tipul de funcționare intelectuală de care sunt capabili și
- b)abordarea generală pentru care se optează trebuie să stimuleze procesul de autoreglare sau cel constructiv.

În momentul în care, în SUA, teoria lui Jean Piaget a fost confruntată cu cea a învățării, s-au descoperit „scăpările" primei teorii și pe cele din lucrările succesorilor lui Piaget.
Teoria inteligenței fluide și cristalizate a atins deja un nivel înalt de dezvoltare. Prin inteligența cristalizată înțelegem valoarea educației verbale, iar inteligența fluidă desemnează valoarea gândirii analitice, mai ales în situații noi. Există ipoteza că inteligența fluidă este cea care se moștenește cel mai ușor. Vandenberg (1969)a făcut studii, cu privire la transmiterea ereditară a inteligenței. Acest autor a demonstrat că există o variație a moștenirii genetice, în funcție de tipul de capacitate care se ia în considerație. Astfel, o clasificare a factorilor susceptibili de a se transmite genetic, în ordinea descrescătoare a posibilității apariției lor, ar arăta în felul următor:
- fluiditatea cuvintelor;
- capacitățile verbale;
- gramatica și ortografia;
- vizualizarea spațială;
- abilitățile matematice;
- gândirea;
- memoria;
- viteza și precizia.

Dintre aceste rezultate destul de neașteptate din perspectiva inteligenței fluide și cristalizate, în particular factorul verbal pare a avea cel mai mare potențial de transmitere genetică (deși este vorba de un factor al inteligenței cristalizate), în timp ce gândirea (inteligența fluidă) nu prea este subiectul moștenirii genetice. Comparând aceste rezultate cu observațiile privind nivelul memoriei vizuale și al percepției vizuale și cu modelul Stanford-Binet, se constată că, niște măsuri atât de simple, ca timpul de reacție și variabilitatea, se pot corela până la 0,7 și 0,8 cu masurile QI ale lui Binet. Aceste rezultate sprijină cu fermitate teoria lui Galton asupra existenței unui factor general al inteligenței (Eysenck, 1988).